# Sitio de Lochem (1582)
El asedio de Lochem, también conocido como el Alivio de Lochem, fue un sitio que tuvo lugar en la ciudad holandesa de Lochem durante la guerra de los Ochenta Años. La ciudad fue asistida por un ejército de los Estados compuesto por tropas hugonotes inglesas y francesas al mando del conde Felipe de Hohenlohe-Neuenstein, de Guillermo Luis de Nassau-Dillenburg y de John Norreys el 24 de septiembre de 1582.  Este hecho marcó el final del asedio español de la ciudad por el general español Francisco Verdugo.

## Antecedentes
En el verano de 1581, Francisco Verdugo había sido enviado por el  duque de Parma para reemplazar al conde de Rennenberg después de su derrota por parte de las fuerzas anglo-holandesas que estaban al mando de John Norreys en Kollum (Beveren). Verdugo pudo derrotar a Norreys en Batalla de Noordhorn. Su intento de apoderarse de Niezijl fue frustrado por una fuerte resistencia, por un motín y por el mal tiempo en el otoño de 1581. Al año siguiente, una vez ocupada Oudenaarde por los españoles el 5 de julio. Verdugo dirigió su atención a Lochem, una ciudad de Guelderland, donde Johann Baptista von Taxis había construido un fortín alrededor de las murallas de la ciudad. Taxis unió sus fuerzas con las del Barón van Anholt, teniente coronel del antiguo regimiento de Rennenberg y puso sitio a la ciudad, creyendo que sería fácil de capturar porque no tenían comida. Verdugo no había dado órdenes de comenzar el asedio y lo consideró demasiado arriesgado porque Lochem era fácil de ser socorrida. Sin embargo, después de que Anholt trajera a Groninga noticias del asedio, decidió tomar el mando de las operaciones para mantener su buena reputación como comandante. Además, con Lochem tomado, Verdugo tendría una oportunidad fácil de avanzar y tomar las ciudades de Zutphen y Deventer.

## El sitio
Para el 22 de julio, Lochem estaba sitiada por 4000 soldados españoles y 400 de caballería. En Lochem después de un mes de sitio habían logrado resistir, pero las condiciones dentro de la ciudad eran muy difíciles. El hambre se apoderó de la población y muchos ciudadanos habían recurrido a comer sus propios caballos. El clima había sido duro y el campo estaba inundado, lo que dificultaba las condiciones tanto para los sitiados como para los sitiadores.
  Felipe de Hohenlohe había enviado a algunas compañías  frisonas a una ofensiva en las provincias del norte con la esperanza de llevar al comandante español Verdugo lejos de Lochem, pero falló la estratagema. Hohenlohe organizó una fuerza de ayuda mientras estaba en Deventer a fines de agosto. Reunió un ejército de 2500 soldados de infantería y 1500 de caballería, que incluía catorce compañías de tropas inglesas y escocesas —tres compañías eran de caballería— bajo John Norreys. Hohenlohe tenía con él cuatro piezas pesadas de artillería y se esperaba que se unieran más fuerzas en su camino.
El 21 de septiembre de 1582 abandonaron Deventer y se unieron al ejército de William Louis, conde de Nassau-Dillenburg entre Zutphen y el castillo Van Dorth. El tamaño del ejército creció hasta 5000 soldados de infantería y 2500 de caballería, incluidos 1800 soldados hugonotes franceses recién llegados. Esta fuerza también llevó grandes cantidades de alimentos y suministros para satisfacer a la población hambrienta de Lochem.

## Consecuencias

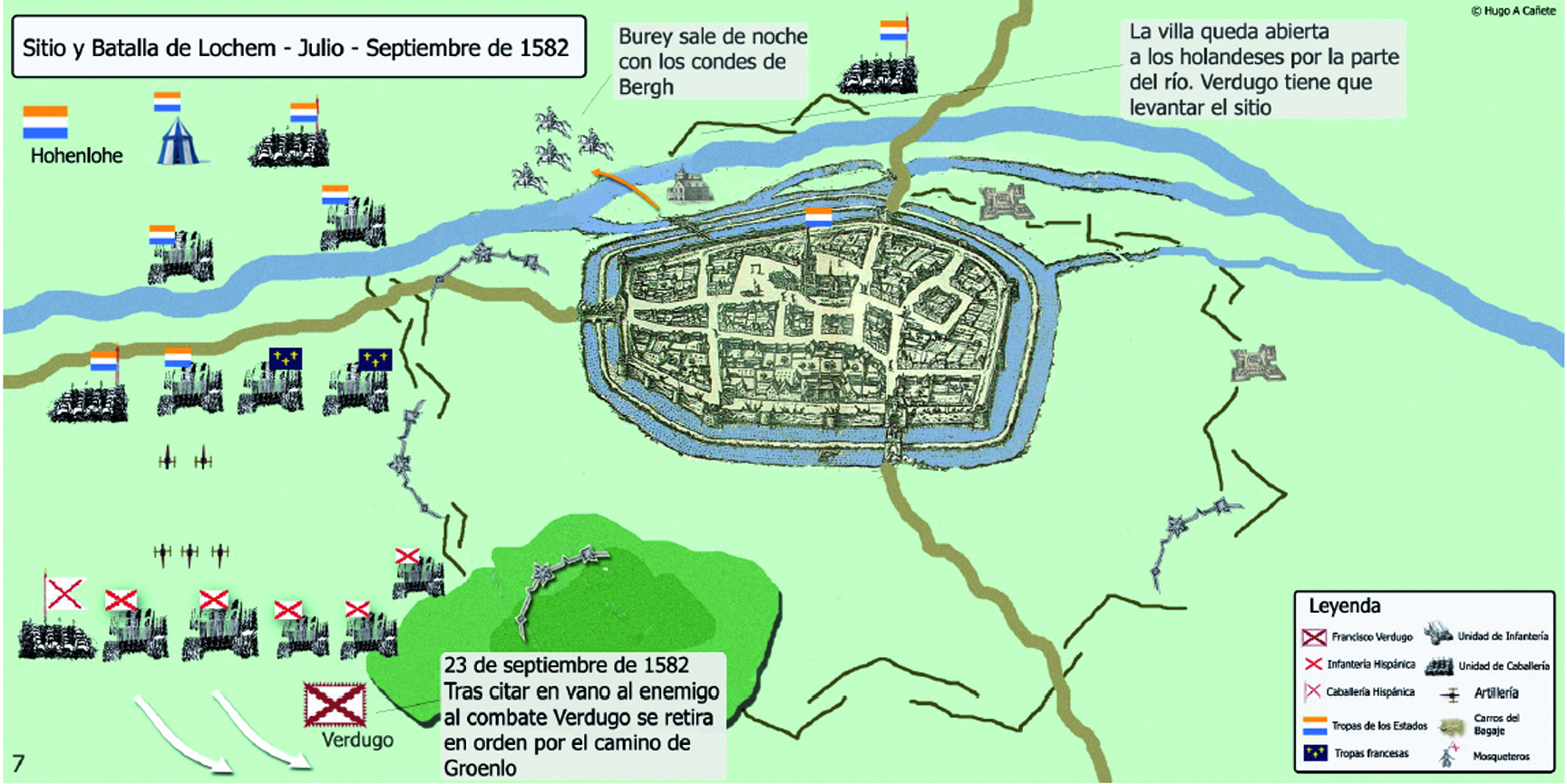
Etapa final del sitio de Lochem.

Al ver al ejército de socorro desde el cercano castillo de Wildenborch, los españoles se dieron cuenta de que estaban superados en número, por lo que decidieron retirarse. La fuerza aliada ocupó inmediatamente el castillo, construyó un fortín y un puente sobre el foso. Las crecidas de aguas del pequeño río Brekel, causadas por las represas de los molinos en Zutphen que detenían el agua, significaron que para Verdugo fuera imposible evitar el reabastecimiento de la ciudad. Durante la noche, Hohenlohe obtuvo acceso a la ciudad y de inmediato proporcionó algo de comida, evacuó a los enfermos y heridos y reemplazó la guarnición con tropas de refresco. Verdugo, por otro lado, lanzaó un asalto, y en una confusa lucha logró expulsar a las tropas francesas de Hohenhole de un fortín y lo destruyó. Sin embargo, el éxito de Verudgo fue solo temporal, pues a la mañana siguiente la fuerza combinada aliada montó un ataque contra los sitiadores.  El asalto fue un éxito y capturaron muchas armas y, al darse cuenta de que el asedio había terminado, Verdugo se retiró a la colina boscosa de Lochemse más al sur de la ciudad. Su retaguardia bajo el mando de van Anholt sufrió la falta de protección por la retirada española y perdió cinco insignias como resultado, mientras que van Anholt resultó gravemente herido.
Con los españoles finalmente desaparecidos, Lochem era completamente libre y se les proporcionaba comida a ciudadanos y soldados hambrientos.
Bronckhorst-Batenburg fue llevado al castillo de Bredevoort donde murió más tarde, mientras que Verdugo se retiró a Groenlo.  Los taxis con su destacamento, sin embargo, se dirigieron al norte y capturaron la ciudad fortaleza de Steenwijk (Steenwijkerland), clave del noreste de los Países Bajos que había desafiado a Rennenberg.